# Yauhen Karmilchyk
Yauhen Karmilchyk –en bielorruso, Яўген Кармільчык– (Hrodno, 12 de mayo de 1998) es un deportista bielorruso que compite en boxeo.
Ganó una medalla de bronce en el Campeonato Mundial de Boxeo Aficionado de 2021 y una medalla de bronce en el Campeonato Europeo de Boxeo Aficionado de 2017, ambas en el peso minimosca.

## Palmarés internacional
| Campeonato Mundial | Campeonato Mundial | Campeonato Mundial | Campeonato Mundial |
| Año                | Lugar              | Medalla            | Categoría          |
| ------------------ | ------------------ | ------------------ | ------------------ |
| 2021               | Belgrado (Serbia)  | Medalla de bronce  | 48 kg              |
| Campeonato Europeo |                    |                    |                    |
| Año                | Lugar              | Medalla            | Categoría          |
| 2017               | Járkov (Ucrania)   | Medalla de bronce  | 49 kg              |